# Orbea melanantha
Orbea melanantha là một loài thực vật có hoa trong họ La bố ma. Loài này được (Schltr.) Bruyns mô tả khoa học đầu tiên năm 2000.